# روب وايت (لاعب كرة قدم أمريكية)
روب وايت (بالإنجليزية: Robb White)‏ هو لاعب كرة قدم أمريكية أمريكي، ولد في 26 مايو 1965 في أبردين في الولايات المتحدة.

## وصلات خارجية
- روب وايت على موقع مرجع كرة القدم المحترفة.كوم (الإنجليزية)